# Murdock (dj)
Hans Machiels, beter bekend als Murdock, is een Belgische dj en muziekorganisator.

## Levensloop
Hij is actief als dj op Studio Brussel waar hij wekelijks dubstep en drum-'n-bass-platen draait in zijn programma Jungle Fever. Hij is bijna jaarlijks actief op Dour en Pukkelpop en was tevens de enige artiest die tweemaal op Laundry Day 2012 optrad. In 2015 won hij de DnB Awards de prijs voor beste videoclip met zijn nummer Love to me.
Daarnaast is hij de organisator van het grootste drum-'n-bass- en dubstepevent van de wereld Rampage. In 2019 vond de eerste editie van het tweedaags festival Rampage Open Air plaats.
Hij was op 7 september 2018 een van de tientallen artiesten uit allerlei landen die zijn handtekening zette onder een open brief in de Engelse krant The Guardian gericht aan de organisatoren van het Eurovisiesongfestival dat in 2019 in Israël gehouden moet gaan worden, de winnaar van 2018. In de brief vraagt men dringend het songfestival in een ander land te houden waar de mensenrechten beter geëerbiedigd worden: zolang de Palestijnen geen vrijheid, gerechtigheid en gelijke rechten genieten, kan er geen sprake zijn van "business as usual" met een staat die hen hun basisrechten onthoudt.